# Bewegungsgeld
Das Bewegungsgeld ist eine Aufwandsentschädigung, die in unterschiedlichen Rechtsbereichen eine Rolle spielt.

## Öffentlicher Dienst
Das Bewegungsgeld wird aufgrund der Landesbesoldungsgesetze an bestimmte Beschäftigte im öffentlichen Dienst bei Tätigkeiten außer Haus gezahlt. Der Begriff ist nicht gesetzlich definiert, wird aber in der Verwaltungspraxis verwendet. Es besteht nur in einzelnen Bundesländern eine gesetzliche Regelung, in anderen Bundesländern wurde das Bewegungsgeld abgeschafft.
In Niedersachsen wird es Polizeivollzugsbeamten im Kriminaldienst, nicht jedoch Polizeibeamten im Einsatz- und Streifendienst zur Abgeltung besonderer Aufwendungen gewährt, die bei außendienstlichen Ermittlungen, Fahndungen oder der Beschaffung von Informationen (z. B. durch den Besuch von Lokalen im Rahmen der Aufgabenstellung, Zuwendungen an Dritte etc.) anlassbezogen für die eigene Person oder für Dritte erwachsen. Im Saarland gibt es eine ähnliche Regelung. Als wiederkehrende Leistung unterliegt das Bewegungsgeld der Verjährung.
In Berlin gab es das Bewegungsgeld für Polizeibeamte bis 2010. Für seine Wiedereinführung setzt sich beispielsweise der Bund Deutscher Kriminalbeamter ein.

## Soziale Arbeit
Nach den Bestimmungen für hauptamtliche Bewährungshelfer über die Verwaltung von Geldern der Betreuten in Nordrhein-Westfalen fallen die Kosten einer Geldverwaltung dem Betreuten zur Last. In Fällen einer Notlage können sie jedoch ganz oder teilweise aus dem Bewegungsgeld bestritten werden.
In der Kinder- und Jugendhilfe Mecklenburg-Vorpommerns war das sozialpädagogische Bewegungsgeld für kleine Aufwendungen bei Freizeitaktivitäten oder Spiel- und Beschäftigungsmaterial als Komponente der Fachleistungsstunde schon 2009 abgeschafft. In Rheinland-Pfalz ist es weiterhin abrechnungsfähig.